# Джек східний
Джек східний (Chlamydotis macqueenii) — вид птахів родини дрохвових (Otididae). Традиційно вважався підвидом джека (Chlamydotis undulata). Він був класифікований як окремий вид у 2003 році.

## Поширення
Вид поширений в Західній та Середній Азії від Монголії до Синайського півострова. Мешкає у посушливих і напівпосушливих районах.

## Опис
Самець сягає 65-75 см завдовжки, важить 1,8 — 3,2 кг; самиця сягає 55-65 см завдовжки, важить 1,2 — 1,7 кг. Верхня частина тіла світло-сіро-бежевого забарвлення з темно-коричневими плямами і смужками, нижня частина тіла біла. На хвості чітко видно три великі синьо-сірі смуги. З потилиці звисає чубчик з довгого чорного пір'я.